# DeRuyter (villa)
DeRuyter es una villa ubicada en el condado de Madison en el estado estadounidense de Nueva York. En el año 2000 tenía una población de 531 habitantes y una densidad poblacional de 603 personas por km².

## Geografía
DeRuyter se encuentra ubicada en las coordenadas 42°45′32″N 75°53′6″O / 42.75889, -75.88500.

## Demografía
Según la Oficina del Censo en 2000 los ingresos medios por hogar en la localidad eran de $31,420, y los ingresos medios por familia eran $33,333. Los hombres tenían unos ingresos medios de $32,045 frente a los $25,000 para las mujeres. La renta per cápita para la localidad era de $20,658. Alrededor del 11.8% de la población estaban por debajo del umbral de pobreza.